# Reginald Hudlin

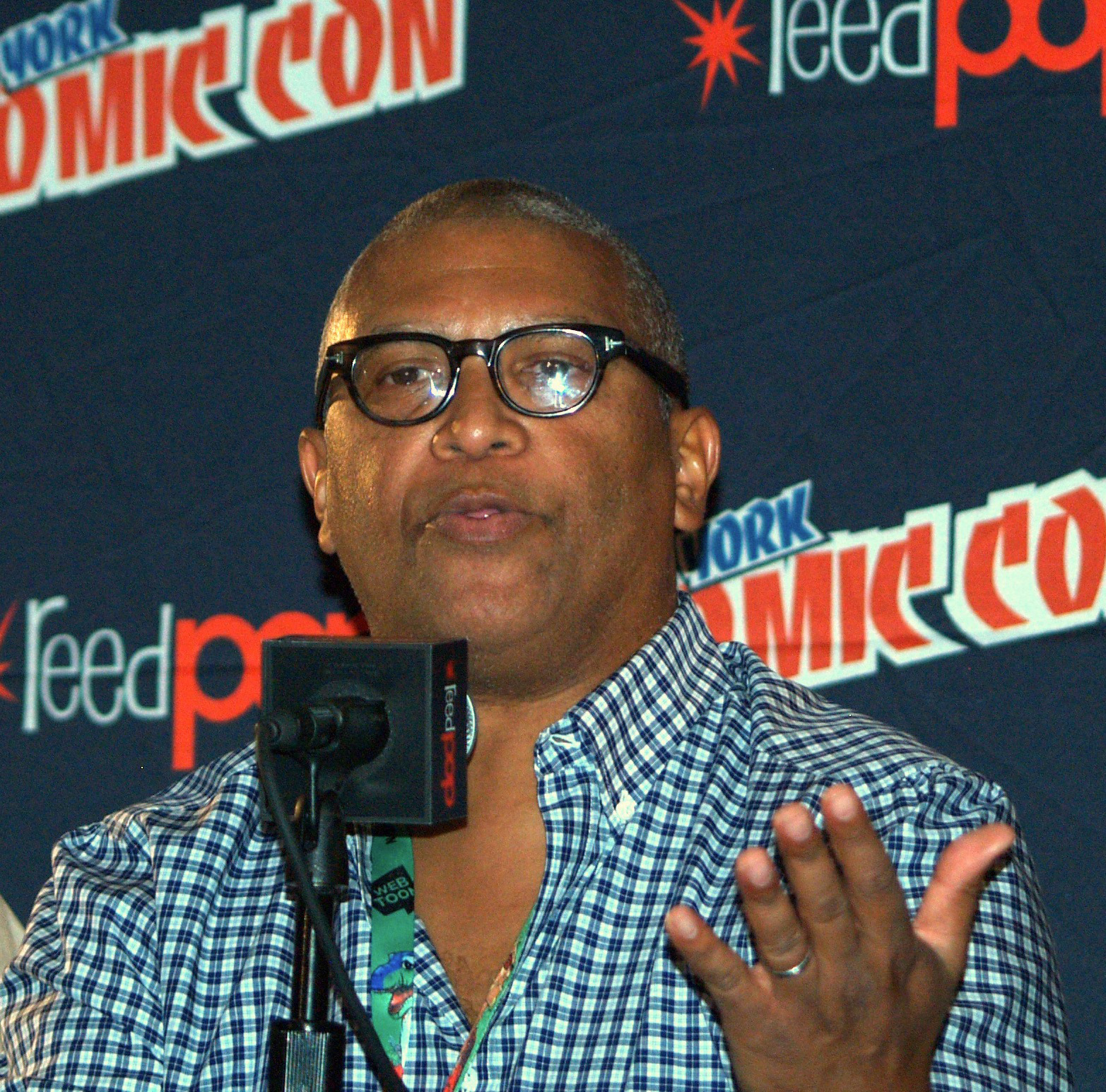
Reggie Hudlin (2017)

Reginald „Reggie“ Alan Hudlin (* 15. Dezember 1961 in Centreville, Illinois) ist ein US-amerikanischer Filmregisseur, Drehbuchautor und Filmproduzent.

## Leben
Hudlin absolvierte 1983 das Harvard College, wo er bereits an seinem ersten Filmprojekt, nämlich der ersten Version von House Party, arbeitete. Die Langfassung inszenierte er schließlich 1990. Seit 2005 führt er verstärkt bei Fernsehserien Regie. Seine erste Oscar-Nominierung erhielt Hudlin 2013 als Produzent des Films Django Unchained von Quentin Tarantino in der Kategorie Bester Film zusammen mit Stacey Sher und Pilar Savone.
Seit 2002 ist Hudlin mit Chrisette Suter verheiratet. Er ist der Bruder von Warrington Hudlin, der ebenfalls im Filmgeschäft tätig ist und auch bei einigen von Hudlins Filmen als Schauspieler und Editor tätig ist.

## Filmografie (Auswahl)
Als Schauspieler
- 1986: Nola Darling (She’s Gotta Have It)

Als Regisseur
- 1990: House Party
- 1992: Boomerang
- 1996: Great White Hype – Eine K.O.Mödie (The Great White Hype)
- 2000: City of Angels (Fernsehserie, eine Folge)
- 2000: The Ladies Man
- 2002: Mann umständehalber abzugeben oder Scheidung ist süß (Serving Sara)
- 2005: Alle hassen Chris (Everybody Hates Chris) (Fernsehserie, eine Folge)
- 2002–2005: The Bernie Mac Show (Fernsehserie, elf Folgen)
- 2005: Richard Pryor: The Funniest Man Dead or Alive
- 2006: Robin Harris: Live from the Comedy Act Theater
- 2007: Wifey
- 2009: Raising the Bar (Fernsehserie, eine Folge)
- 2009: Das Büro (The Office) (Fernsehserie, eine Folge)
- 2009: The Middle (eine Folge)
- 2010: Better Off Ted – Die Chaos AG (Better off Ted) (Fernsehserie, eine Folge)
- 2009–2010: Modern Family (Fernsehserie, zwei Folgen)
- 2010: Sons of Tucson (Fernsehserie, eine Folge)
- 2011: Untitled Burr and Hart Project
- 2010–2011: Outsourced (Fernsehserie, zwei Folgen)
- 2011: Friends with Benefits (Fernsehserie, eine Folge)
- 2010–2012: Psych (Fernsehserie, zwei Folgen)
- 2012: Are We There Yet? (Fernsehserie, drei Folgen)
- 2017: Marshall
- 2020: Bruderherz (Safety)
- 2022: Sidney (Dokumentarfilm)
- 2023: Candy Cane Lane – Eine Weihnachtsgeschichte (Candy Cane Lane)

Als Drehbuchautor
- 1990: House Party
- 1992: Bébé’s Kids
- 2006: Robin Harris: Live from the Comedy Act Theater
- 2010: Black Panther (Fernsehserie, eine Folge)

Als Produzent
- 1992: Bébé’s Kids
- 1998: Abgefahren (Ride)
- 2004–2005: The Bernie Mac Show (Fernsehserie, sieben Folgen)
- 2005–2008: The Boondocks (Fernsehserie, 31 Folgen)
- 2010: Black Panther (Fernsehminiserie, zwei Folgen)
- 2012: Django Unchained
- 2017: Burning Sands
- 2017: Marshall
- 2020: Emperor

## Auszeichnungen
- 2013: Oscar-Nominierung in der Kategorie Bester Film für Django Unchained